# Jambur Indonesia
Jambur Indonesia is een bestuurslaag in het regentschap Dairi van de provincie Noord-Sumatra, Indonesië. Jambur Indonesia telt 998 inwoners (volkstelling 2010).